# Deutschland Cup 2020
31. ročník hokejového turnaje Deutschland Cup se konal od 5. do 8. listopadu 2020 v Krefeldu. Vyhrála jej hokejová reprezentace Lotyšska. Původně se měly zúčastnit reprezentace Ruska, Švýcarska a Slovenska (náhradník Norsko). Organizace turnaje byla ovlivněna situací okolo pandemie covidu-19. S ohledem na olympijský turnaj v Pekingu v roce 2022 byl sestaven německý výběr z mladých perspektivních hráčů (Top Team Peking), převážně z reprezentantů do 20 let. Turnaj byl odehrán systémem každý s každým a následný finálový zápas určil vítěze celého turnaje. Zápasy se odehrály bez přítomnosti diváků.

## Základní část
| 5. listopadu 2020 19:45 | Německo | 7:2 (4:1, 1:0, 2:1) | Top Team Peking | Yayla Arena, Krefeld Návštěvnost: – |  |

| Přehled | |  |                                      |
| 8:03 Yasin Ehliz 11:10 Marc Michaelis 14:14 Marcel Brandt 17:57 Colin Ugbekile 32:34 Marcel Noebels 48:07 Marcel Brandt 49:55 Markus Eisenschmid | 8:03 Yasin Ehliz 11:10 Marc Michaelis 14:14 Marcel Brandt 17:57 Colin Ugbekile 32:34 Marcel Noebels 48:07 Marcel Brandt 49:55 Markus Eisenschmid |  | 2:51 Nino Kinder 57:04 Haakon Hänelt |

| 6. listopadu 2020 17:0 | Lotyšsko | 4:2 (1:0, 2:2, 1:0) | Top Team Peking | Yayla Arena, Krefeld Návštěvnost: – |  |

| Přehled                                                                                 |                                                                                         |  |                                         |
| 8:58 Nikolajs Jeļisejevs 36:57 Andris Džeriņš 38:47 Kārlis Čukste 45:21 Rihards Bukarts | 8:58 Nikolajs Jeļisejevs 36:57 Andris Džeriņš 38:47 Kārlis Čukste 45:21 Rihards Bukarts |  | 25:17 Filip Reisnecker 35:03 Simon Gnyp |

| 7. listopadu 2020 16:45 | Německo | 2:0 (0:0, 0:0, 2:0) | Lotyšsko | Yayla Arena, Krefeld Návštěvnost: – |  |

| Přehled                                     |
| 54:24 Marcel Noebels 58:27 Matthias Plachta |

### Tabulka
| Poř. | Tým             | Z | V | VP | PP | P | Skóre | B |
| ---- | --------------- | - | - | -- | -- | - | ----- | - |
| 1.   | Německo         | 2 | 2 | 0  | 0  | 0 | 9:2   | 6 |
| 2.   | Lotyšsko        | 2 | 1 | 0  | 0  | 1 | 4:4   | 3 |
| 3.   | Top Team Peking | 2 | 0 | 0  | 0  | 2 | 4:11  | 0 |

## Finále
| 8. listopadu 2020 14:30 | Německo | 2:3 P (1:2, 0:0, 1:0, 0:1) | Lotyšsko | Yayla Arena, Krefeld Návštěvnost: - |  |

| Přehled                                |                                        |  |                                                               |
| 9:57 Andreas Eder 46:12 Marc Michaelis | 9:57 Andreas Eder 46:12 Marc Michaelis |  | 17:44 Gatis Sprukts 17:55 Frenks Razgals 64:01 Frenks Razgals |

## Soupisky týmů
1.  Lotyšsko 

Brankáři: Artūrs Šilovs, Kārlis Bekeris-Brivkals, Rūdolfs Lazdiņš.

Obránci: Kristofers Bindulis, Artūrs Salija, Krišjānis Rēdlihs, Harijs Brants, Artūrs Kulda, Arvils Bergmanis, Oskars Bārtulis, Ēriks Ševčenko, Kārlis Čukste.

Útočníci: Kārlis Ozoliņš, Gunārs Skvorcovs, Rihards Bukarts, Mārtiņš Karsums, Renārs Krastenbergs, Andris Džeriņš, Ralfs Jevdokimovs, Frenks Razgals, Gatis Sprukts, Vitālijs Pavlovs, Raivo Freidenfelds, Egils Kalns, Emils Ezitis, Oskars Batņa, Nikolajs Jeļisejevs.

Trenéři: Artis Ābols, Edgars Masaļskis, Maksims Širokovs, Herberts Vasiļjevs, Ēriks Visockis.
2.  Německo 

Brankáři: Daniel Fiessinger, Felix Brückmann, Mathias Niederberger.

Obránci: Korbinian Holzer, Leon Gawanke, Marco Nowak, Yannic Seidenberg, Fabio Wagner, Colin Ugbekile, Marcel Brandt, Mortiz Müller.

Útočníci: Maximilian Kastner, Matthias Plachta, Yasin Ehliz, Maximilian Kammerer, Lean Bergmann, Parker Tuomie, Markus Eisenschmid, Marc Michaelis, Daniel Fischbuch, Marcel Noebels, Frederik Tiffels, Andreas Eder.

Trenéři: Thomas Popiesch, Patrick Dallaire, Steffen Ziesche.
3.  Top Team Peking 

Brankáři: Hendrick Hane, Tobias Ancicka.

Obránci: Simon Gnyp, Kai Wissmann, Erik Buschmann, Steven Raabe, Nicolas Appendino, Niklas Länger, Luca Münzenberger, John Rogl.

Útočníci: Florian Elias, Samuel Soramies, Tim Wohlgemuth, Filip Reisnecker, Jan Nijenhuis, Haakon Hänelt, Lucas Dumont, Nino Kinder, Taro Jentzsch, Tim Brunnhuber, Maximilian Daubner, Lukas Reichel.

Trenéři: Tobias Abstreiter, Alexander Dück, Thomas Schädler.